# Laucherenstöckli
Laucherenstöckli är en bergstopp i Schweiz.   Den ligger i distriktet Bezirk Schwyz och kantonen Schwyz, i den centrala delen av landet, 100 km öster om huvudstaden Bern. Toppen på Laucherenstöckli är 1 753 meter över havet, eller 54 meter över den omgivande terrängen. Bredden vid basen är 0,75 km.
Terrängen runt Laucherenstöckli är bergig åt sydost, men åt nordväst är den kuperad. Närmaste större samhälle är Schwyz, 8,7 km väster om Laucherenstöckli. 
I omgivningarna runt Laucherenstöckli växer i huvudsak blandskog. Runt Laucherenstöckli är det glesbefolkat, med 20 invånare per kvadratkilometer.